# Lista de prêmios e indicações recebidos por Sandra Bullock
A seguir é apresentada uma lista de nomeações e prêmios recebidos pela atriz norte-americana Sandra Bullock.

## Por prêmio

### Oscar
| Ano  | Categoria    | Filme          | Resultado |
| ---- | ------------ | -------------- | --------- |
| 2010 | Melhor Atriz | The Blind Side | Venceu    |
| 2014 | Melhor Atriz | Gravidade      | Indicado  |

### Globo de Ouro
| Ano  | Categoria                         | Filme                   | Resultado |
| ---- | --------------------------------- | ----------------------- | --------- |
| 1995 | Melhor atriz (comédia ou musical) | While You Were Sleeping | Indicado  |
| 2001 | Melhor atriz (comédia ou musical) | Miss Congeniality       | Indicado  |
| 2010 | Melhor atriz (drama)              | The Blind Side          | Venceu    |
| 2010 | Melhor atriz (comédia ou musical) | The Proposal            | Indicado  |
| 2014 | Melhor atriz (drama)              | Gravity                 | Indicado  |

### Screen Actors Guild Awards
| Ano  | Categoria              | Filme          | Resultado |
| ---- | ---------------------- | -------------- | --------- |
| 2006 | Melhor elenco em filme | Crash          | Venceu    |
| 2010 | Melhor atriz           | The Blind Side | Venceu    |
| 2013 | Melhor atriz           | Gravity        | Indicado  |

### Bambi Awards
| Ano  | Categoria    | Trabalho | Resultado |
| ---- | ------------ | -------- | --------- |
| 2000 | Melhor atriz | 28 Dias  | Venceu    |

### Hollywood Film Awards
| Ano  | Categoria         | Filme             | Resultado |
| ---- | ----------------- | ----------------- | --------- |
| 2006 | Atriz Coadjuvante | Crash – No Limite | Indicado  |
| 2013 | Melhor atriz      | Gravity           | Venceu    |

### Razzie Award(Framboesa de Ouro)
| Ano  | Categoria                       | Filme           | Resultado |
| ---- | ------------------------------- | --------------- | --------- |
| 1993 | Pior Atriz Coadjuvante          | O Demolidor     | Indicado  |
| 2010 | Pior Atriz                      | All About Steve | Venceu    |
| 2010 | Pior Dupla (com Bradley Cooper) | All About Steve | Venceu    |

### Satellite Awards
| Ano  | Categoria                         | Filme             | Resultado |
| ---- | --------------------------------- | ----------------- | --------- |
| 2001 | Melhor atriz (comédia ou musical) | Miss Congeniality | Indicado  |
| 2009 | Melhor atriz (comédia ou musical) | The Proposal      | Indicado  |

### The Saturn Awards
| Ano  | Categoria    | Filme   | Resultado |
| ---- | ------------ | ------- | --------- |
| 1994 | Melhor atriz | Speed   | Venceu    |
| 2014 | Melhor atriz | Gravity | Venceu    |

### People's Choice Awards
| Ano  | Categoria                 | Resultado |
| ---- | ------------------------- | --------- |
| 2014 | Melhor Atriz              | Venceu    |
| 2014 | Melhor Atriz de comédia   | Venceu    |
| 2014 | Melhor Atriz de drama     | Venceu    |
| 2014 | Melhor dupla do cinema    | Venceu    |
| 2013 | Humanitária Favorita      | Venceu    |
| 2010 | Melhor atriz              | Venceu    |
| 2008 | Atriz de Cinema Preferida | Indicado  |
| 2006 | Melhor atriz              | Venceu    |
| 1999 | Atriz Favorita            | Venceu    |
| 1998 | Melhor Atriz              | Venceu    |
| 1997 | Melhor atriz              | Venceu    |
| 1996 | Melhor atriz              | Venceu    |

### MTV Movie Awards
| Ano  | Categoria                        | Resultado |
| ---- | -------------------------------- | --------- |
| 1995 | Melhor atriz                     | Venceu    |
| 1995 | Melhor Dupla (com Keanu Reeves)  | Venceu    |
| 1995 | Atriz mais Desejável             | Venceu    |
| 1996 | Melhor Atriz                     | Indicado  |
| 1996 | Atriz Mais Desejável             | Indicado  |
| 1997 | Melhor Atriz                     | Indicado  |
| 1999 | Melhor Chilique                  | Venceu    |
| 2009 | Melhor Atriz de Comédia          | Venceu    |
| 2010 | Melhor Performance Cômica        | Indicado  |
| 2010 | Melhor Beijo (com Ryan Reynolds) | Indicado  |
| 2010 | MTV Generation Movie Awards      | Homenagem |

### Teen Choice Awards
| Ano  | Categoria                        | Filme                                   | Resultado |
| ---- | -------------------------------- | --------------------------------------- | --------- |
| 2013 | Melhor Estrela de Filme de Verão | The Heat                                | Venceu    |
| 2010 | Melhor Atriz                     | The Blind Side                          | Venceu    |
| 2010 | Melhor Dança (Com Betty White)   | The Proposal                            | Venceu    |
| 2009 | Estrela Feminina de Cinema       | '                                       | Venceu    |
| 2006 | Melhor Beijo (Com Keanu Reeves)  | The Lake House                          | Venceu    |
| 2005 | Melhor Cena de Dança             | Miss Congeniality 2: Armed and Fabulous | Indicado  |
| 2005 | Atriz de Comédia                 | Miss Congeniality 2: Armed and Fabulous | Venceu    |
| 2001 | Melhor Atriz de Comédia          | Miss Congeniality                       | Venceu    |

## Prêmios mais relevantes
| Ano                                    | Categoria                          | Trabalho indicado       | Resultado |       |
| Óscar                                  | Óscar                              | Óscar                   | Óscar     | Óscar |
| -------------------------------------- | ---------------------------------- | ----------------------- | --------- | ----- |
| 2010                                   | Melhor Atriz                       | Um Sonho Possível       | Venceu    |       |
| 2014                                   | Melhor Atriz                       | Gravidade               | Indicada  |       |
| BAFTA                                  |                                    |                         |           |       |
| 2014                                   | Melhor Atriz em Cinema             | Gravidade               | Indicada  |       |
| Prêmios Escolha dos Críticos de Cinema |                                    |                         |           |       |
| 2006                                   | Melhor Elenco1                     | Crash                   | Venceu    |       |
| 2010                                   | Melhor Atriz em Cinema2            | Um Sonho Possível       | Venceu    |       |
| 2014                                   | Melhor Atriz em Comédia            | The Heat                | Indicada  |       |
| 2014                                   | Melhor Atriz em Cinema             | Gravidade               | Indicada  |       |
| 2014                                   | Melhor Atriz em Filme de Ação      | Gravidade               | Venceu    |       |
| Prêmios Globo de Ouro                  |                                    |                         |           |       |
| 1996                                   | Melhor Atriz em Comédia ou Musical | While You Were Sleeping | Indicada  |       |
| 2001                                   | Melhor Atriz em Comédia ou Musical | Miss Simpatia           | Indicada  |       |
| 2010                                   | Melhor Atriz em Comédia ou Musical | A Proposta              | Indicada  |       |
| 2010                                   | Melhor Atriz em Filme Dramático    | Um Sonho Possível       | Venceu    |       |
| 2014                                   | Melhor Atriz em Filme Dramático    | Gravidade               | Indicada  |       |
| SAG Awards                             |                                    |                         |           |       |
| 2006                                   | Melhor Elenco em Cinema1           | Crash                   | Venceu    |       |
| 2010                                   | Melhor Atriz Principal em Cinema   | Um Sonho Possível       | Venceu    |       |
| 2014                                   | Melhor Atriz Principal em Cinema   | Gravidade               | Indicada  |       |

## Prêmios por escolha de público
| Ano                              | Categoria                                     | Trabalho indicado                       | Resultado                        |                                  |
| Blockbuster Entertainment Awards | Blockbuster Entertainment Awards              | Blockbuster Entertainment Awards        | Blockbuster Entertainment Awards | Blockbuster Entertainment Awards |
| -------------------------------- | --------------------------------------------- | --------------------------------------- | -------------------------------- | -------------------------------- |
| 1997                             | Atriz Favorita – Suspense                     | Tempo de Matar                          | Venceu                           |                                  |
| 2000                             | Atriz Favorita – Comédia ou Romance           | Forces of Nature                        | Indicada                         |                                  |
| 2001                             | Atriz Favorita – Comédia                      | Miss Simpatia                           | Indicada                         |                                  |
| Empire Awards                    |                                               |                                         |                                  |                                  |
| 2014                             | Melhor Atriz                                  | Gravidade                               | Indicada                         |                                  |
| MTV Movie Awards                 |                                               |                                         |                                  |                                  |
| 1995                             | Melhor Atriz                                  | Speed                                   | Venceu                           |                                  |
| 1995                             | Mulher mais Desejada                          | Speed                                   | Venceu                           |                                  |
| 1995                             | Melhor Dupla em Tela3                         | Speed                                   | Venceu                           |                                  |
| 1995                             | Melhor Beijo3                                 | Speed                                   | Indicada                         |                                  |
| 1996                             | Melhor Atriz                                  | While You Were Sleeping                 | Indicada                         |                                  |
| 1996                             | Mulher mais Desejada                          | While You Were Sleeping                 | Indicada                         |                                  |
| 1997                             | Melhor Atriz                                  | Tempo de Matar                          | Indicada                         |                                  |
| 2010                             | Melhor Comediante                             | A Proposta                              | Indicada                         |                                  |
| 2010                             | Melhor Beijo4                                 | A Proposta                              | Indicada                         |                                  |
| 2010                             | Melhor Atriz                                  | Um Sonho Possível                       | Indicada                         |                                  |
| 2010                             | Prêmio de Conquista para Toda a Vida          | Ela mesma                               | Venceu                           |                                  |
| 2014                             | Melhor Atriz                                  | Gravidade                               | Indicada                         |                                  |
| Nickelodeon Kids' Choice Awards  |                                               |                                         |                                  |                                  |
| 1995                             | Atriz de Cinema Favorita                      | Speed                                   | Indicada                         |                                  |
| 2000                             | Atriz de Cinema Favorita                      | Forces of Nature                        | Indicada                         |                                  |
| 2000                             | Dupla de Cinema Favorita5                     | Forces of Nature                        | Indicada                         |                                  |
| 2010                             | Atriz de Cinema Favorita                      | Um Sonho Possível e A Proposta          | Indicada                         |                                  |
| 2014                             | Atriz de Cinema Favorita                      | Gravidade                               | Indicada                         |                                  |
| 2014                             | Buttkicker Feminino Favorito                  | Gravidade                               | Indicada                         |                                  |
| People's Choice Awards           |                                               |                                         |                                  |                                  |
| 1996                             | Atriz de Cinema Favorita                      |                                         | Venceu                           |                                  |
| 1997                             | Atriz de Cinema Favorita                      | Venceu                                  |                                  |                                  |
| 1998                             | Atriz de Cinema Favorita                      | Indicada                                |                                  |                                  |
| 1999                             | Atriz de Cinema Favorita                      | Venceu                                  |                                  |                                  |
| 2000                             | Atriz de Cinema Favorita                      | Indicada                                |                                  |                                  |
| 2003                             | Atriz de Cinema Favorita                      | Indicada                                |                                  |                                  |
| 2006                             | Atriz de Cinema Favorita                      | Venceu                                  |                                  |                                  |
| 2007                             | Estrela de Cinema Favorita                    |                                         | Indicada                         |                                  |
| 2008                             | Estrela de Cinema Favorita                    | Indicada                                |                                  |                                  |
| 2010                             | Atriz de Cinema Favorita                      | Venceu                                  |                                  |                                  |
| 2010                             | Equipe em Tela Favorita4                      | A Proposta                              | Indicada                         |                                  |
| 2014                             | Atriz de Cinema Favorita                      |                                         | Venceu                           |                                  |
| 2014                             | Atriz de Filme de Comédia Favorita            | The Heat                                | Venceu                           |                                  |
| 2014                             | Dupla de Cinema Favorita6                     | The Heat                                | Indicada                         |                                  |
| 2014                             | Atriz de Filme de Drama Favorita              | Gravidade                               | Venceu                           |                                  |
| 2014                             | Dupla de Cinema Favorita7                     | Gravidade                               | Venceu                           |                                  |
| Teen Choice Awards               |                                               |                                         |                                  |                                  |
| 1999                             | Filme – Melhor Ataque de Nervos               | Forces of Nature                        | Venceu                           |                                  |
| 2001                             | Filme – Melhor Atriz                          | Miss Simpatia                           | Venceu                           |                                  |
| 2001                             | Filme – Melhor Ataque de Nervos               | Miss Simpatia                           | Indicada                         |                                  |
| 2001                             | Filme – Melhor Wipeout                        | Miss Simpatia                           | Indicada                         |                                  |
| 2002                             | Filme – Melhor Atriz, Drama/Ação/Aventura     | Divine Secrets of the Ya-Ya Sisterhood  | Indicada                         |                                  |
| 2003                             | Melhor Atriz – Comédia                        | Two Weeks Notice                        | Indicada                         |                                  |
| 2003                             | Melhor Ataque de Nervos                       | Two Weeks Notice                        | Indicada                         |                                  |
| 2005                             | Melhor Atriz – Comédia                        | Miss Congeniality 2: Armed and Fabulous | Venceu                           |                                  |
| 2005                             | Melhor do Cinema – Cena de Dança9             | Miss Congeniality 2: Armed and Fabulous | Indicada                         |                                  |
| 2006                             | Melhor do Cinema – Liplock3                   | The Lake House                          | Venceu                           |                                  |
| 2009                             | Melhor Estrela de Cinema do Verão – Feminino  | A Proposta                              | Indicada                         |                                  |
| 2010                             | Melhor do Cinema – Dança10                    | A Proposta                              | Venceu                           |                                  |
| 2010                             | Melhor do Cinema – Química4                   | A Proposta                              | Indicada                         |                                  |
| 2010                             | Melhor do Cinema – Liplock4                   | A Proposta                              | Indicada                         |                                  |
| 2010                             | Melhor Atriz de Cinema – Comédia Romântica    | A Proposta                              | Venceu                           |                                  |
| 2010                             | Melhor Atriz – Drama                          | Um Sonho Possível                       | Venceu                           |                                  |
| 2012                             | Melhor Atriz – Drama                          | Extremely Loud and Incredibly Close     | Indicada                         |                                  |
| 2013                             | Melhor do Cinema – Química                    | The Heat                                | Venceu                           |                                  |
| 2013                             | Melhor Estrela de Cinema do Verão – Feminino6 | The Heat                                | Venceu                           |                                  |
| 2014                             | Melhor Atriz – Drama                          | Gravidade                               | Indicada                         |                                  |

## Prêmios por escolha de críticos
| Ano                                           | Categoria                                             | Trabalho indicado                         | Resultado                                 |                                           |
| African-American Film Critics Association     | African-American Film Critics Association             | African-American Film Critics Association | African-American Film Critics Association | African-American Film Critics Association |
| --------------------------------------------- | ----------------------------------------------------- | ----------------------------------------- | ----------------------------------------- | ----------------------------------------- |
| 2013                                          | Melhor Atriz                                          | Gravidade                                 | Venceu                                    |                                           |
| Chicago Film Critics Association              |                                                       |                                           |                                           |                                           |
| 2013                                          | Melhor Atriz                                          | Gravidade                                 | Indicada                                  |                                           |
| Dallas-Fort Worth Film Critics Association    |                                                       |                                           |                                           |                                           |
| 2009                                          | Melhor Atriz                                          | Um Sonho Possível                         | Indicada                                  |                                           |
| 2013                                          | Melhor Atriz                                          | Gravidade                                 | Indicada                                  |                                           |
| Denver Film Critics Society                   |                                                       |                                           |                                           |                                           |
| 2009                                          | Melhor Atriz                                          | Um Sonho Possível                         | Indicada                                  |                                           |
| 2013                                          | Melhor Atriz                                          | Gravidade                                 | Indicada                                  |                                           |
| Dorian Awards                                 |                                                       |                                           |                                           |                                           |
| 2013                                          | Performance de Filme do Ano – Atriz                   | Gravidade                                 | Indicada                                  |                                           |
| Dublin Film Critics' Circle                   |                                                       |                                           |                                           |                                           |
| 2013                                          | Melhor Atriz                                          | Gravidade                                 | Indicada                                  |                                           |
| Georgia Film Critics Association              |                                                       |                                           |                                           |                                           |
| 2012                                          | Melhor Atriz Coadjuvante                              | Extremely Loud and Incredibly Close       | Indicada                                  |                                           |
| 2014                                          | Melhor Atriz                                          | Gravidade                                 | Indicada                                  |                                           |
| Houston Film Critics Society                  |                                                       |                                           |                                           |                                           |
| 2009                                          | Melhor Performance de uma Atriz em um Papel Principal | Um Sonho Possível                         | Indicada                                  |                                           |
| 2013                                          | Melhor Performance de uma Atriz em um Papel Principal | Gravidade                                 | Venceu                                    |                                           |
| International Online Film Critics' Poll       |                                                       |                                           |                                           |                                           |
| 2010                                          | Melhor Atriz em um Papel Principal                    | Um Sonho Possível                         | Indicada                                  |                                           |
| Kansas City Film Critics Circle Award         |                                                       |                                           |                                           |                                           |
| 2013                                          | Melhor Atriz                                          | Gravidade                                 | Venceu                                    |                                           |
| London Film Critics' Circle                   |                                                       |                                           |                                           |                                           |
| 2013                                          | Atriz do Ano                                          | Gravidade                                 | Indicada                                  |                                           |
| North Texas Film Critics Association          |                                                       |                                           |                                           |                                           |
| 2013                                          | Melhor Atriz                                          | Gravidade                                 | Venceu                                    |                                           |
| San Diego Film Critics Society                |                                                       |                                           |                                           |                                           |
| 2009                                          | Melhor Atriz                                          | Um Sonho Possível                         | Indicada                                  |                                           |
| 2013                                          | Melhor Atriz                                          | Gravidade                                 | Indicada                                  |                                           |
| San Francisco Film Critics Circle             |                                                       |                                           |                                           |                                           |
| 2013                                          | Melhor Atriz                                          | Gravidade                                 | Indicada                                  |                                           |
| St. Louis Gateway Film Critics Association    |                                                       |                                           |                                           |                                           |
| 2013                                          | Melhor Atriz                                          | Gravidade                                 | Indicada                                  |                                           |
| Vancouver Film Critics Circle                 |                                                       |                                           |                                           |                                           |
| 2013                                          | Melhor Atriz                                          | Gravidade                                 | Indicada                                  |                                           |
| Washington D.C. Area Film Critics Association |                                                       |                                           |                                           |                                           |
| 2009                                          | Melhor Atriz                                          | Um Sonho Possível                         | Indicada                                  |                                           |
| 2013                                          | Melhor Atriz                                          | Gravidade                                 | Indicada                                  |                                           |
| Women Film Critics Circle                     |                                                       |                                           |                                           |                                           |
| 2013                                          | The Invisible Woman Award                             | Gravidade                                 | Venceu                                    |                                           |

## Prêmios em Festivais
| Ano                                                | Categoria                                          | Trabalho indicado                                  | Resultado                                          |                                                    |
| Festival Internacional de Cinema da Flandres-Gante | Festival Internacional de Cinema da Flandres-Gante | Festival Internacional de Cinema da Flandres-Gante | Festival Internacional de Cinema da Flandres-Gante | Festival Internacional de Cinema da Flandres-Gante |
| -------------------------------------------------- | -------------------------------------------------- | -------------------------------------------------- | -------------------------------------------------- | -------------------------------------------------- |
| 1999                                               | Prêmio de Honra Joseph Plateau                     | Ela mesma                                          | Venceu                                             |                                                    |
| Festival Internacional de Cinema de Montreal       |                                                    |                                                    |                                                    |                                                    |
| 1998                                               | Prêmio de Excelência                               | Ela mesma                                          | Venceu                                             |                                                    |
| Festival Internacional de Cinema de Palm Springs   |                                                    |                                                    |                                                    |                                                    |
| 2013                                               | DesertPalm Achievement Award, Atriz                | Gravidade                                          | Venceu                                             |                                                    |
| Santa Barbara International Film Festival          |                                                    |                                                    |                                                    |                                                    |
| 2010                                               | The American Riviera™ Award                        | Ela mesma                                          | Venceu                                             |                                                    |
| Virginia Film Festival                             |                                                    |                                                    |                                                    |                                                    |
| 2004                                               | Virginia Film Award                                | Ela mesma                                          | Venceu                                             |                                                    |

## Outros
| Ano                                              | Categoria                                          | Trabalho indicado                                  | Resultado                          |                                    |
| Alliance of Women Film Journalists               | Alliance of Women Film Journalists                 | Alliance of Women Film Journalists                 | Alliance of Women Film Journalists | Alliance of Women Film Journalists |
| ------------------------------------------------ | -------------------------------------------------- | -------------------------------------------------- | ---------------------------------- | ---------------------------------- |
| 2013                                             | Melhor Atriz                                       | Gravidade                                          | Indicada                           |                                    |
| 2013                                             | Prêmio Kick Ass de Melhor Estrela de Ação Feminino | Gravidade                                          | Venceu                             |                                    |
| 2013                                             | Atriz Desafiando Idade e Discriminação etária      | Gravidade                                          | Venceu                             |                                    |
| 2013                                             | Ícone Feminino                                     | Gravidade                                          | Indicada                           |                                    |
| 2011                                             | Ativismo Humanitário                               | Por sua ajuda em Sismo e tsunami de Tohoku de 2011 | Indicada                           |                                    |
| 2010                                             | Ativismo Humanitário11                             | Ela mesma                                          | Venceu                             |                                    |
| Australian Academy of Cinema and Television Arts |                                                    |                                                    |                                    |                                    |
| 2014                                             | Melhor Atriz – Internacional                       | Gravidade                                          | Indicada                           |                                    |
| American Comedy Awards                           |                                                    |                                                    |                                    |                                    |
| 1996                                             | Atriz Mais Engraçada em um Filme – Papel Principal | While You Were Sleeping                            | Indicada                           |                                    |
| 2001                                             | Atriz Mais Engraçada em um Filme – Papel Principal | Miss Simpatia                                      | Venceu                             |                                    |
| 2014                                             | Atriz de Comédia – Filme                           | The Heat                                           | Indicada                           |                                    |
| Black Reel Awards                                |                                                    |                                                    |                                    |                                    |
| 2006                                             | Melhor Elenco1                                     | Crash                                              | Venceu                             |                                    |
| Framboesa de Ouro                                |                                                    |                                                    |                                    |                                    |
| 1994                                             | Pior Atriz Coadjuvante                             | Demolition Man                                     | Indicada                           |                                    |
| 1998                                             | Pior Atriz                                         | Speed 2: Cruise Control                            | Indicada                           |                                    |
| 1998                                             | Pior Dupla ou Elenco12                             | Speed 2: Cruise Control                            | Indicada                           |                                    |
| 2010                                             | Pior Filme13                                       | All About Steve                                    | Indicada                           |                                    |
| 2010                                             | Pior Atriz                                         | All About Steve                                    | Venceu                             |                                    |
| 2010                                             | Pior Dupla ou Elenco14                             | All About Steve                                    | Venceu                             |                                    |
| Golden Apple Award                               |                                                    |                                                    |                                    |                                    |
| 1995                                             | Estrela do Ano Feminino                            | Ela mesma                                          | Venceu                             |                                    |
| Gotham Awards                                    |                                                    |                                                    |                                    |                                    |
| 2005                                             | Melhor Elenco1                                     | Crash                                              | Indicada                           |                                    |
| Guardian Film Awards                             |                                                    |                                                    |                                    |                                    |
| 2014                                             | Melhor Cena                                        | Gravidade                                          | Indicada                           |                                    |
| Hasty Pudding Theatricals                        |                                                    |                                                    |                                    |                                    |
| 2004                                             | Mulher do Ano                                      | Ela mesma                                          | Venceu                             |                                    |
| Hollywood Film Awards                            |                                                    |                                                    |                                    |                                    |
| 2005                                             | Elenco do Ano1                                     | Crash                                              | Venceu                             |                                    |
| 2006                                             | Atriz Coadjuvante do Ano                           | Infamous                                           | Venceu                             |                                    |
| 2013                                             | Melhor Atriz                                       | Gravidade                                          | Venceu                             |                                    |
| IFTA                                             |                                                    |                                                    |                                    |                                    |
| 2014                                             | Melhor Atriz Internacional                         | Gravidade                                          | Indicada                           |                                    |
| NAACP Image Awards                               |                                                    |                                                    |                                    |                                    |
| 2010                                             | Melhor Atriz em Cinema                             | Um Sonho Possível                                  | Indicada                           |                                    |
| Prêmio Bambi                                     |                                                    |                                                    |                                    |                                    |
| 2000                                             | Filme – Internacional                              | 28 Dias                                            | Venceu                             |                                    |
| Prêmio Saturno                                   |                                                    |                                                    |                                    |                                    |
| 1995                                             | Melhor Atriz em Cinema15                           | Speed                                              | Venceu                             |                                    |
| 2014                                             | Melhor Atriz em Cinema                             | Gravidade                                          | Venceu                             |                                    |
| Rembrandt Award                                  |                                                    |                                                    |                                    |                                    |
| 2010                                             | Melhor Atriz Internacional                         | A Proposta                                         | Venceu                             |                                    |
| Satellite Awards                                 |                                                    |                                                    |                                    |                                    |
| 2001                                             | Melhor Atriz – Musical ou Comédia                  | Miss Simpatia                                      | Indicada                           |                                    |
| 2009                                             | Melhor Atriz – Musical ou Comédia                  | A Proposta                                         | Indicada                           |                                    |
| 2014                                             | Melhor Atriz                                       | Gravidade                                          | Indicada                           |                                    |
| ShoWest Award                                    |                                                    |                                                    |                                    |                                    |
| 1996                                             | Estrela do Ano Feminino                            | Ela mesma                                          | Venceu                             |                                    |
| 2001                                             | Estrela do Ano Feminino                            | Ela mesma                                          | Venceu                             |                                    |
| Women in Film Crystal + Lucy Awards              |                                                    |                                                    |                                    |                                    |
| 2005                                             | Crystal award                                      | Ela mesma                                          | Venceu                             |                                    |

## Prêmios e indicações por filme
| Ano  | Filme                                   | Prêmio                                                                                      | Resultado |
| ---- | --------------------------------------- | ------------------------------------------------------------------------------------------- | --------- |
| 1993 | Demolition Man                          | Framboesa de Ouro de Pior Atriz Coadjuvante                                                 | Indicada  |
| 1994 | Speed                                   | MTV Movie Awards de Melhor Atriz                                                            | Venceu    |
| 1994 | Speed                                   | MTV Movie Awards de Mulher mais Desejada                                                    | Venceu    |
| 1994 | Speed                                   | MTV Movie Awards de Melhor Dupla em Tela3                                                   | Venceu    |
| 1994 | Speed                                   | MTV Movie Awards de Melhor Beijo3                                                           | Indicada  |
| 1994 | Speed                                   | Nickelodeon Kids' Choice Awards de Atriz de Cinema Favorita                                 | Indicada  |
| 1994 | Speed                                   | Prêmio Saturno de Melhor Atriz em Cinema15                                                  | Venceu    |
| 1995 | While You Were Sleeping                 | American Comedy Awards de Atriz Mais Engraçada em um Filme – Papel Principal                | Indicada  |
| 1995 | While You Were Sleeping                 | MTV Movie Awards de Melhor Atriz                                                            | Indicada  |
| 1995 | While You Were Sleeping                 | MTV Movie Awards de Mulher mais Desejada                                                    | Indicada  |
| 1995 | While You Were Sleeping                 | Prêmios Globo de Ouro de Melhor Atriz em Comédia ou Musical                                 | Indicada  |
| 1996 | Tempo de Matar                          | Blockbuster Entertainment Awards de Atriz Favorita – Suspense                               | Venceu    |
| 1996 | Tempo de Matar                          | MTV Movie Awards de Melhor Atriz                                                            | Indicada  |
| 1997 | Speed 2: Cruise Control                 | Framboesa de Ouro de Pior Atriz                                                             | Indicada  |
| 1997 | Speed 2: Cruise Control                 | Framboesa de Ouro de Pior Dupla ou Elenco14                                                 | Indicada  |
| 1998 | Hope Floats                             | Lone Star Film & Television Award de Melhor Atriz                                           | Venceu    |
| 1999 | Forces of Nature                        | Blockbuster Entertainment Awards de Atriz Favorita – Comédia ou Romance                     | Indicada  |
| 1999 | Forces of Nature                        | Nickelodeon Kids' Choice Awards de Atriz de Cinema Favorita                                 | Indicada  |
| 1999 | Forces of Nature                        | Nickelodeon Kids' Choice Awards de Dupla de Cinema Favorita5                                | Indicada  |
| 1999 | Forces of Nature                        | Teen Choice Awards de Filme – Melhor Ataque de Nervos                                       | Venceu    |
| 2000 | 28 Dias                                 | Prêmio Bambi de Filme – Internacional                                                       | Venceu    |
| 2000 | Miss Simpatia                           | American Comedy Awards de Atriz Mais Engraçada em um Filme – Papel Principal                | Venceu    |
| 2000 | Miss Simpatia                           | Blockbuster Entertainment Awards de Atriz Favorita – Comédia                                | Indicada  |
| 2000 | Miss Simpatia                           | Prêmios Globo de Ouro de Melhor Atriz em Comédia ou Musical                                 | Indicada  |
| 2000 | Miss Simpatia                           | Satellite Awards de Melhor Atriz – Musical ou Comédia                                       | Indicada  |
| 2000 | Miss Simpatia                           | Teen Choice Awards de Filme – Melhor Atriz                                                  | Venceu    |
| 2000 | Miss Simpatia                           | Teen Choice Awards de Filme – Melhor Ataque de Nervos                                       | Indicada  |
| 2000 | Miss Simpatia                           | Teen Choice Awards de Filme – Melhor Wipeout                                                | Indicada  |
| 2002 | Divine Secrets of the Ya-Ya Sisterhood  | Teen Choice Awards de Filme – Melhor Atriz, Drama/Ação/Aventura                             | Indicada  |
| 2002 | Two Weeks Notice                        | Teen Choice Awards de Melhor Atriz – Comédia                                                | Indicada  |
| 2002 | Two Weeks Notice                        | Teen Choice Awards de Melhor Ataque de Nervos                                               | Indicada  |
| 2004 | Crash                                   | Black Reel Awards de Melhor Elenco1                                                         | Venceu    |
| 2004 | Crash                                   | Hollywood Film Awards de Elenco do Ano1                                                     | Venceu    |
| 2004 | Crash                                   | Gotham Awards de Melhor Elenco1                                                             | Indicada  |
| 2004 | Crash                                   | Prêmios Escolha dos Críticos de Cinema de Melhor Elenco1                                    | Venceu    |
| 2004 | Crash                                   | SAG Awards de Melhor Elenco em Cinema1                                                      | Venceu    |
| 2005 | Miss Congeniality 2: Armed and Fabulous | Teen Choice Awards de Melhor Atriz – Comédia                                                | Venceu    |
| 2005 | Miss Congeniality 2: Armed and Fabulous | Teen Choice Awards de Melhor do Cinema – Cena de Dança9                                     | Indicada  |
| 2006 | The Lake House                          | Teen Choice Awards de Melhor do Cinema – Liplock3                                           | Venceu    |
| 2006 | Infamous                                | Hollywood Film Awards de Atriz Coadjuvante do Ano                                           | Venceu    |
| 2009 | A Proposta                              | Comedy Film Award de Melhor Performance de uma Atriz em um Papel Principal                  | Indicada  |
| 2009 | A Proposta                              | MTV Movie Awards de Melhor Comediante                                                       | Indicada  |
| 2009 | A Proposta                              | MTV Movie Awards de Melhor Beijo4                                                           | Indicada  |
| 2009 | A Proposta                              | Nickelodeon Kids' Choice Awards de Atriz de Cinema Favorita                                 | Indicada  |
| 2009 | A Proposta                              | People's Choice Awards de Equipe em Tela Favorita4                                          | Indicada  |
| 2009 | A Proposta                              | Prêmios Globo de Ouro de Melhor Atriz em Comédia ou Musical                                 | Indicada  |
| 2009 | A Proposta                              | Rembrandt Award de Melhor Atriz Internacional                                               | Venceu    |
| 2009 | A Proposta                              | Satellite Awards de Melhor Atriz – Musical ou Comédia                                       | Indicada  |
| 2009 | A Proposta                              | Teen Choice Awards de Melhor Estrela de Cinema do Verão – Feminino                          | Venceu    |
| 2009 | A Proposta                              | Teen Choice Awards de Melhor do Cinema – Dança10                                            | Venceu    |
| 2009 | A Proposta                              | Teen Choice Awards de Melhor do Cinema – Química4                                           | Indicada  |
| 2009 | A Proposta                              | Teen Choice Awards de Melhor do Cinema – Liplock4                                           | Indicada  |
| 2009 | A Proposta                              | Teen Choice Awards de Melhor Atriz de Cinema – Comédia Romântica                            | Venceu    |
| 2009 | All About Steve                         | Framboesa de Ouro de Pior Filme13                                                           | Indicada  |
| 2009 | All About Steve                         | Framboesa de Ouro de Pior Atriz                                                             | Venceu    |
| 2009 | All About Steve                         | Framboesa de Ouro de Pior Dupla ou Elenco14                                                 | Venceu    |
| 2009 | Um Sonho Possível                       | Dallas-Fort Worth Film Critics Association de Melhor Atriz                                  | Indicada  |
| 2009 | Um Sonho Possível                       | Denver Film Critics Society de Melhor Atriz                                                 | Indicada  |
| 2009 | Um Sonho Possível                       | Houston Film Critics Society de Melhor Performance de uma Atriz em um Papel Principal       | Indicada  |
| 2009 | Um Sonho Possível                       | International Online Film Critics' Poll de Melhor Atriz em um Papel Principal               | Indicada  |
| 2009 | Um Sonho Possível                       | MTV Movie Awards de Melhor Atriz                                                            | Indicada  |
| 2009 | Um Sonho Possível                       | NAACP Image Awards de Melhor Atriz em Cinema                                                | Indicada  |
| 2009 | Um Sonho Possível                       | Nickelodeon Kids' Choice Awards de Atriz de Cinema Favorita                                 | Indicada  |
| 2009 | Um Sonho Possível                       | Óscar de Melhor Atriz                                                                       | Venceu    |
| 2009 | Um Sonho Possível                       | Prêmios Globo de Ouro de Melhor Atriz em Filme Dramático                                    | Venceu    |
| 2009 | Um Sonho Possível                       | Prêmios Escolha dos Críticos de Cinema de Melhor Atriz em Cinema2                           | Venceu    |
| 2009 | Um Sonho Possível                       | SAG Awards de Melhor Atriz Principal em Cinema                                              | Venceu    |
| 2009 | Um Sonho Possível                       | San Diego Film Critics Society de Melhor Atriz                                              | Indicada  |
| 2009 | Um Sonho Possível                       | Teen Choice Awards de Melhor Atriz – Drama                                                  | Venceu    |
| 2009 | Um Sonho Possível                       | Washington D.C. Area Film Critics Association de Melhor Atriz                               | Indicada  |
| 2011 | Extremely Loud and Incredibly Close     | Georgia Film Critics Association Awards de Melhor Atriz Coadjuvante                         | Indicada  |
| 2011 | Extremely Loud and Incredibly Close     | Teen Choice Awards de Melhor Atriz – Drama                                                  | Indicada  |
| 2013 | The Heat                                | People's Choice Awards de Atriz de Filme de Comédia Favorita                                | Venceu    |
| 2013 | The Heat                                | People's Choice Awards de Dupla de Cinema Favorita6                                         | Indicada  |
| 2013 | The Heat                                | Prêmios Escolha dos Críticos de Cinema de Melhor Atriz em Comédia                           | Indicada  |
| 2013 | The Heat                                | Teen Choice Awards de Melhor do Cinema – Química6                                           | Venceu    |
| 2013 | The Heat                                | Teen Choice Awards de Melhor Estrela de Cinema do Verão – Feminino                          | Venceu    |
| 2013 | Gravidade                               | AACTA International Awards de Melhor Atriz – Internacional                                  | Indicada  |
| 2013 | Gravidade                               | African-American Film Critics Association de Melhor Atriz                                   | Venceu    |
| 2013 | Gravidade                               | Alliance of Women Film Journalists de Melhor Atriz                                          | Indicada  |
| 2013 | Gravidade                               | Alliance of Women Film Journalists de Prêmio Kick Ass de Melhor Estrela de Ação Feminino    | Venceu    |
| 2013 | Gravidade                               | Alliance of Women Film Journalists de Atriz Desafiando Idade e Discriminação etária         | Venceu    |
| 2013 | Gravidade                               | Alliance of Women Film Journalists de Ícone Feminino                                        | Indicada  |
| 2013 | Gravidade                               | BAFTA de Melhor Atriz em Cinema                                                             | Indicada  |
| 2013 | Gravidade                               | Chicago Film Critics Association de Melhor Atriz                                            | Indicada  |
| 2013 | Gravidade                               | Dallas–Fort Worth Film Critics Association Awards de Melhor Atriz                           | Indicada  |
| 2013 | Gravidade                               | Denver Film Critics Society de Melhor Atriz                                                 | Indicada  |
| 2013 | Gravidade                               | Dorian Awards de Performance de Filme do Ano – Atriz                                        | Indicada  |
| 2013 | Gravidade                               | Dublin Film Critics' Circle de Melhor Atriz                                                 | Indicada  |
| 2013 | Gravidade                               | Empire Awards de Melhor Atriz                                                               | Indicada  |
| 2013 | Gravidade                               | Festival Internacional de Cinema de Palm Springs de DesertPalm Achievement Award, Atriz     | Venceu    |
| 2013 | Gravidade                               | Georgia Film Critics Association Awards de Melhor Atriz                                     | Indicada  |
| 2013 | Gravidade                               | Gold Derby Award de Melhor Atriz                                                            | Indicada  |
| 2013 | Gravidade                               | Guardian Film Awards de Melhor Cena                                                         | Indicada  |
| 2013 | Gravidade                               | Hollywood Film Award de Melhor Atriz                                                        | Venceu    |
| 2013 | Gravidade                               | Houston Film Critics Society Award de Melhor Performance de uma Atriz em um Papel Principal | Venceu    |
| 2013 | Gravidade                               | IFTA de Melhor Atriz Internacional                                                          | Indicada  |
| 2013 | Gravidade                               | IGN Award de Melhor Atriz de Cinema                                                         | Indicada  |
| 2013 | Gravidade                               | Iowa Film Critics Association Award de Melhor Atriz                                         | Indicada  |
| 2013 | Gravidade                               | Kansas City Film Critics Circle Award de Melhor Atriz                                       | Venceu    |
| 2013 | Gravidade                               | London Film Critics Circle Awards de Atriz do Ano                                           | Indicada  |
| 2013 | Gravidade                               | MTV Movie Awards de Melhor Atriz                                                            | Indicada  |
| 2013 | Gravidade                               | Nickelodeon Kids' Choice Awards de Atriz de Cinema Favorita                                 | Indicada  |
| 2013 | Gravidade                               | Nickelodeon Kids' Choice Awards de Buttkicker Feminino Favorito                             | Indicada  |
| 2013 | Gravidade                               | North Carolina Film Critics Association Award de Melhor Atriz                               | Indicada  |
| 2013 | Gravidade                               | North Texas Film Critics Association de Melhor Atriz                                        | Venceu    |
| 2013 | Gravidade                               | Óscar de Melhor Atriz                                                                       | Indicada  |
| 2013 | Gravidade                               | People's Choice Awards de Atriz de Filme de Drama Favorita                                  | Venceu    |
| 2013 | Gravidade                               | People's Choice Awards de Dupla de Cinema Favorita7                                         | Venceu    |
| 2013 | Gravidade                               | Phoenix Film Critics Society Award de Melhor Atriz em um Papel Principal                    | Indicada  |
| 2013 | Gravidade                               | Prêmios Escolha dos Críticos de Cinema de Melhor Atriz em Cinema                            | Indicada  |
| 2013 | Gravidade                               | Prêmios Escolha dos Críticos de Cinema de Melhor Atriz em Filme de Ação                     | Venceu    |
| 2013 | Gravidade                               | Prêmios Globo de Ouro de Melhor Atriz em Filme Dramático                                    | Indicada  |
| 2013 | Gravidade                               | Prêmio Saturno de Melhor Atriz em Cinema                                                    | Venceu    |
| 2013 | Gravidade                               | SAG Awards de Melhor Atriz Principal em Cinema                                              | Indicada  |
| 2013 | Gravidade                               | San Diego Film Critics Society de Melhor Atriz                                              | Indicada  |
| 2013 | Gravidade                               | San Francisco Film Critics Circle de Melhor Atriz                                           | Indicada  |
| 2013 | Gravidade                               | Satellite Awards de Melhor Atriz                                                            | Indicada  |
| 2013 | Gravidade                               | St. Louis Gateway Film Critics Association de Melhor Atriz                                  | Indicada  |
| 2013 | Gravidade                               | Teen Choice Awards de Melhor Atriz – Drama                                                  | Indicada  |
| 2013 | Gravidade                               | Utah Film Critics Association Award de Melhor Atriz16                                       | 2º lugar  |
| 2013 | Gravidade                               | Vancouver Film Critics Circle de Melhor Atriz                                               | Indicada  |
| 2013 | Gravidade                               | Washington D.C. Area Film Critics Association de Melhor Atriz                               | Indicada  |
| 2013 | Gravidade                               | Women Film Critics Circle de The Invisible Woman Award                                      | Venceu    |